# Serón
Serón – gmina w Hiszpanii, w prowincji Almería, w Andaluzji, o powierzchni 166,4 km². W 2011 roku gmina liczyła 2328 mieszkańców.